# Абебе Меконнен
Абебе Меконнен — эфиопский бегун на длинные дистанции, который специализировался в марафоне. Серебряный призёр Всеафриканских игр 1987 года в беге на 10 000 метров с результатом 28.58,70.

## Достижения
- 1984:  Игры Доброй Воли 1984 — 2:11.30
- 1985: 5-е место на Хиросимском марафоне — 2:09.05
- 1985: Токийский марафон — 2:12.39
- 1985: 7-е место на Фукуокском марафоне — 2:13.23
- 1986:  Токийский марафон — 2:08.39
- 1986:  Роттердамский марафон — 2:09.08
- 1986:  Монреальский марафон — 2:10.30
- 1987:  Парижский марафон — 2:11.09
- 1987:  Токийский марафон — 2:11.54
- 1988:  Пекинский марафон — 2:07.35
- 1988:  Токийский марафон — 2:08.33
- 1988: 4-е место на Роттердамском марафоне — 2:09.33
- 1989:  Бостонский марафон — 2:09.06
- 1989: 7-е место на Фукуокском марафоне — 2:14.29
- 1990:  Роттердамский марафон — 2:11.52
- 1991:  Токийский марафон — 2:10.26
- 1991:  Бостонский марафон — 2:11.22
- 1991: 4-е место на Фукуокском марафоне — 2:11.39
- 1992: 8-е место на Бостонском марафоне — 2:13.09
- 1992: Олимпийский марафон — DNF
- 1993:  Токийский марафон — 2:12.00
- 1994:  Лондонский марафон — 2:09.17
- 1994:  Пекинский марафон — 2:11.33
- 1994: 5e Токийский марафон — 2:12.13
- 1995: 46-е место на чемпионате мира — 2:32.35
- 1996: 6-е место на Бостонском марафоне — 2:10.21
- 1996:  Марафон озера Бива — 2:11.55
- 1996: 7-е место на Пекинском марафоне — 2:13.21
- 1996: 81-е место на Олимпийском марафоне — 2:29.45
- 1997: 5-е место на Роттердамском марафоне — 2:08.46
- 1997: 4-е место на Чхунчхонском марафоне — 2:10.27
- 1997:  Марафон Кёнджу — 2:12.45
- 1998: 5-е место на Лондонском марафоне — 2:09.52
- 1998: 8-e место на Берлинском марафоне — 2:12.13